# Đại học Hannan

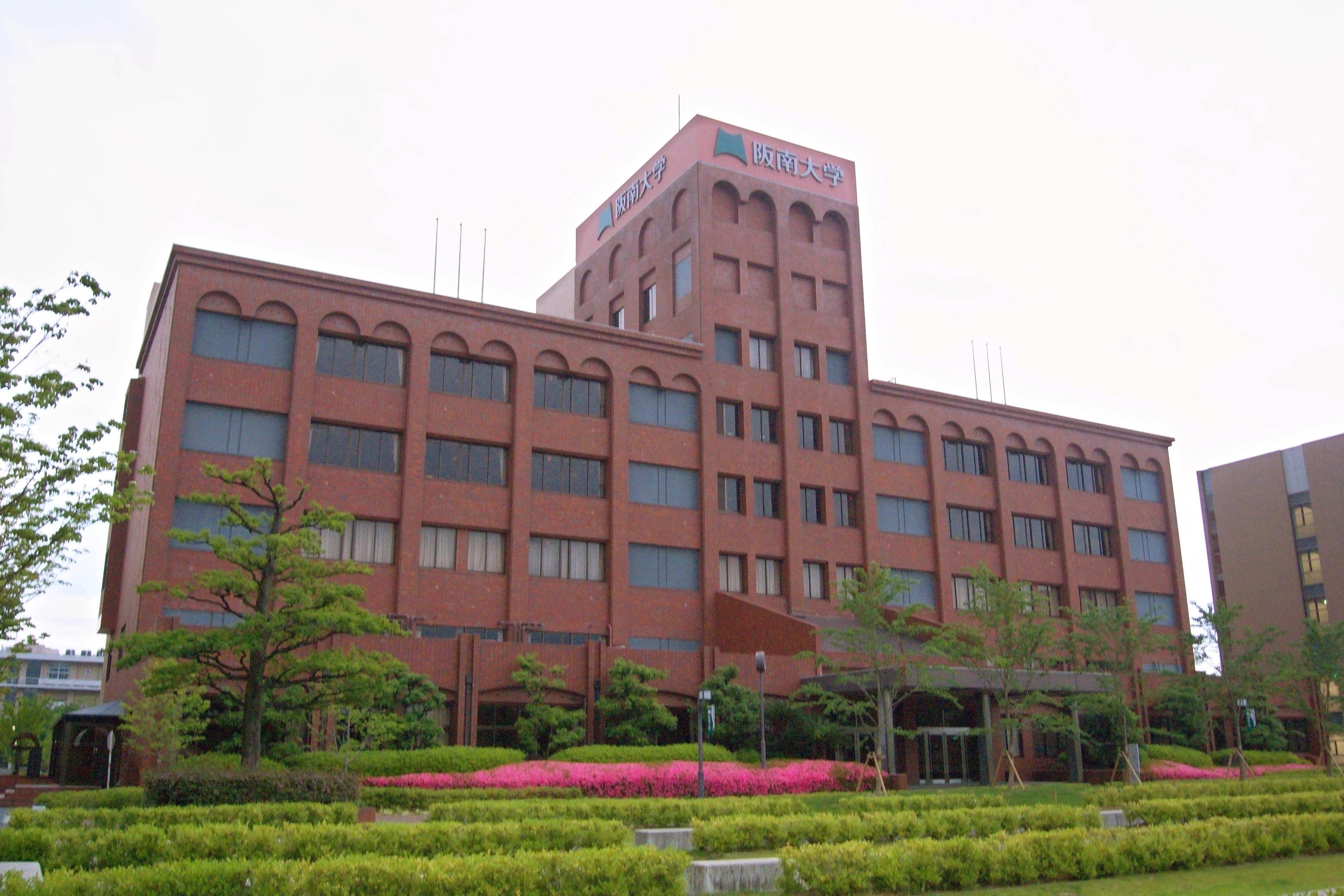
Bldg. #6

Trường đại học Hannan (阪南大学 Hannan Daigaku) là một trường đại học tư ở Matsubara, Osaka, Nhật Bản. Trường được thành lập vào năm 1965.